# Pecel (cuisine)
Le pecel est une salade traditionnelle indonésienne, originaire de Java, consistant en un mélange de légumes assaisonnés de sauce arachide ; ce mets est parfois servi avec du riz blanc, des lontong ou des ketupat,. La sauce d'arachide utilisée est semblable à celle employée dans le gado-gado. En Malaisie, il est appelé pecal et fut introduit par des immigrants javanais. C'est également un plat populaire au Suriname, où existe une forte communauté javanaise.

## Ingrédients
Le pecel consiste en un mélange d'épinards d'eau bouillis ou blanchis, d'épinards, de pousses de haricots, de dolique asperge, de concombre, de feuilles de cassave et de basilic-citron, assaisonné de sauce de cacahuète à base d'arachides broyées et frites, d'eau, de sel, de sucre de palme, de jus de tamarin, de piment, de galanga, de feuilles de combava et d'ail. Il peut être accompagné de tempeh frit et de tofu, de perkedel kentang, de bakwan jagung (légumes et beignets de maïs), de rempeyek (chips de cacahuète) ou de krupuk.

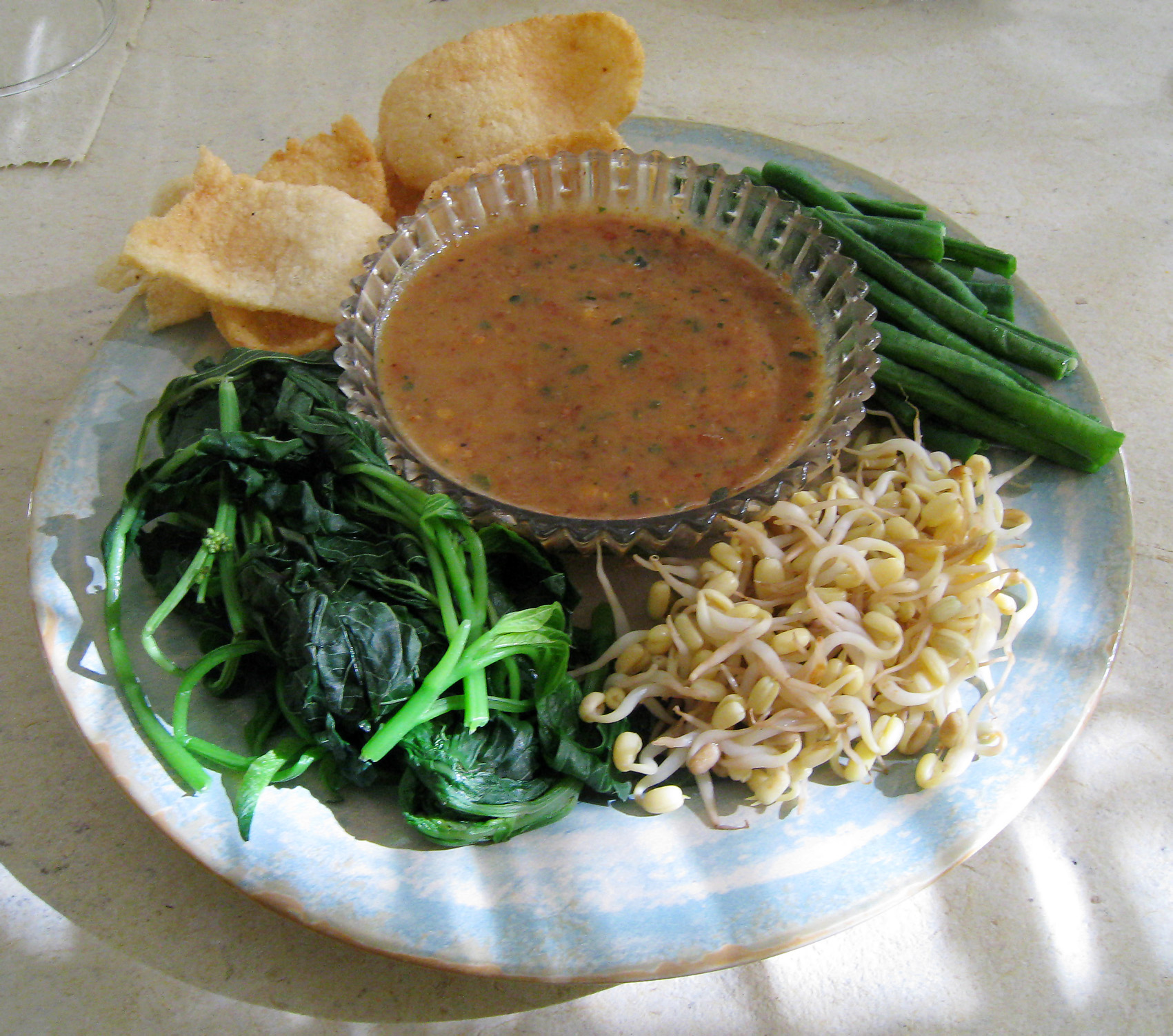
Pecel servi dans un restaurant de Solo (Java).